# Hidenori Nodera
Hidenori Nodera (jap. 野寺秀徳 Nodera Hidenori; * 7. Juni 1975 in Izu, Präfektur Shizuoka) ist ein ehemaliger japanischer Radrennfahrer.

## Karriere
Hidenori Nodera begann seine Karriere 2001 bei dem Radsport-Team Colpack-Astro. Zweimal – 2001 und 2002 – bestritt er den Giro d’Italia. Nach zwei Jahren wechselte er zu Shimano Racing. 2005 fuhr er für das niederländische Professional Continental Team Shimano-Memory Corp und wurde japanischer Meister im Straßenrennen; diesen Erfolg konnte er 2008 wiederholen. 2006 wurde die Mannschaft in Skil-Shimano umbenannt. Nodera nahm an den Straßen-Radweltmeisterschaften in Salzburg teil.
2010 beendete Nodera seine Radsportlaufbahn.

## Palmarès
1999
- Asienmeisterschaft – Straßenrennen

2003
- Asienmeisterschaft – Straßenrennen
- Gesamtwertung und eine Etappe Jelajah Malaysia

2005
- Japanischer Meister – Straßenrennen

2008
- Japanischer Meister – Straßenrennen

## Teams
- 2001–2002 Colpack-Astro
- 2003–2004 Shimano Racing
- 2005 Shimano-Memory Corp
- 2006–2008 Skil-Shimano
- 2009 Shimano Racing Team
- 2010 Shimano Racing

| Personendaten    | Personendaten             |
| ---------------- | ------------------------- |
| NAME             | Nodera, Hidenori          |
| ALTERNATIVNAMEN  | 野寺秀徳 (japanisch)      |
| KURZBESCHREIBUNG | japanischer Radrennfahrer |
| GEBURTSDATUM     | 7. Juni 1975              |
| GEBURTSORT       | Izu, Präfektur Shizuoka   |